# 興龍寺 (塩尻市)
興龍寺（こうりゅうじ）は、長野県塩尻市にある曹洞宗の寺院。山号は少林山。本尊は聖観世音菩薩。

## 概要
創建は不明。天正18年（1590年）、大熊高地による開基、康翁寿泰和尚による開山により中興。本尊の聖観世音菩薩は室町時代の制作とされる。

## 境内
- 本堂
- 観音堂
- 大日堂
- 開山堂
- 坐禅堂
- 仏舎利塔
- 庫裡
- 鐘楼
- 土蔵
- 宝蔵
- 山門
- 長屋門